# الماء والخضرة والوجه الحسن (فلم)
الماء والخضرة والوجه الحسن هو فيلم مصري مدته 115 دقيقة تم عرضه تاريخ 7 اغسطس 2016، من إخراج يسري نصر الله ووائل مندور، ومن بطولة ليلى علوي ومنة شلبي وباسم سمرة وأحمد داود ومحمد فراج ومحمد الشرنوبي حقق الفيلم 963,917 جنيه مصري إيرادات

## القصة
يعمل يحيى مع أبنائه رفعت وجلال في مجال طبخ الأطعمة للمناسبات، ومن المقرر أن يتزوج رفعت قريبًا من كريمة قريبته من جهة الأب، لكن كل منهما في الحقيقة يحب شخص آخر، حيث يحب رفعت شادية التي عادت لتوها من الإمارات العربية المتحدة، وتبادله الحب لكنها تخاف من فرق السن والفرق الطبقي، وتحاول كريمة أن تجد طريقة للتصريح بحبها لجلال خلال إحدى حفلات الزفاف الريفية التي يعمل يحيى وأولاده فيها.

## طاقم العمل

### بطولة
| - ليلى علوي: شادية عبد الباري - منة شلبي: كريمة - باسم سمرة: رفعت يحيى الطباخ - أحمد داود: جلال يحيى الطباخ - محمد فراج: فريد أبو ريه - صابرين: أم رقية - محمد الشرنوبي: عاشور حمدي السيد - لمى كتكت: فاتن علي أبو ريه - إنعام سالوسة: فكرية - علاء زينهم: يحيى الطباخ | - صبري عبد المنعم: مرقص - عارفة عبد الرسول - محمد علي رزق: زنجر - زينة منصور: حسنية - شاكيرا المصري: - محمد إسماعيل: أخو العريس - كريم وحيد: العريس - شادي رؤوف: حمام الجبلاوي - محمود الليثي: بنفسه |

### إداريون
| - يسري نصر الله: مخرج - أحمد السبكي: منتج - يسري نصر الله: سيناريو - أحمد عبد الله : سيناريو وحوار - باسم سمرة: فكرة - سالم سليمان: color& vfx native - ريمون رمسيس:منتج فني - سمير بهزان: مدير التصوير - ضياء جاويس:كاميرا مان - هيثم ناصر: مساعد مصور - منى ربيع: مونتيرة - حسن عربي:مساعد مونتير - إبراهيم دسوقي: صوت | - محمود سعد: مساعد أول - عبد الرحمن أحمد - أحمد مجدي:مساعدين - حمدي عبد الرحمن - ياسر الحسيني: مهندس الديكور - وائل مندور: مخرج مساعد - كوثر يونس:سكريبت حركة - مروان عبد المنعم:سكريبت ملابس - أحمد عماد: مساعد مخرج ثاني - أحمد دحروح:مخرج تحت التمرين - أحمد فاروق الأغا:كلارك - غادة وفيق:مصممة ملابس - منى الجندي:مساعدة مصممة الملابس | - وائل علاء: مؤلف الموسيقى - أحمد جابر: مكساج - عباس صابر:أكسسوار - شادي عباس:منسق مناظر - حسين موزة:أكسسواريست - أحمد موزة - سيد نوجي - أحمد منسي - مجدي موزة - أحمد حسني - سيد يونس - محمد بوبو - حسن حاحا: فنيين إكسسوار - طه عبد الوهاب:كوافير - ايهاب محروس:ماكيير - طه عبد الوهاب:كوافير - ايهاب محروس:ماكيير - علي منصور - عمرو توفيق - محمد صلاح:مساعدين - أفلام كريم السبكي: موزع داخلي وخارجي - روتانا ستوديوز: توزيع خارجي - عمرو عاصم: Trailer Designer |